# Wüstenschwalbe
Die Wüstenschwalbe (Ptyonoprogne obsoleta) ist eine Vogelart aus der Familie der Schwalben (Hirundinidae), die in Marokko, Mauretanien, Algerien, Libyen, Niger, Tschad, Sudan, Eritrea, Äthiopien, Somalia, Ägypten, Israel, Libanon, Türkei, Iran, Irak, Jemen, Saudi-Arabien, Oman, Vereinigte Arabische Emirate, Afghanistan, und Pakistan  verbreitet ist. Der Bestand wird von der IUCN als nicht gefährdet (Least Concern) eingeschätzt.

## Merkmale
Die Wüstenschwalbe erreicht eine Körperlänge von etwa 12,5 bis 14 cm bei einem Gewicht von ca. 14 bis 24,5 g. Sie hat eine Flügelspannweite zwischen 27,5 bis 30 mm. Sie ist eine kleine mittelgroße Schwalbe mit kurzem Schwanz. Die Gefiederfarbe wirkt ausgewaschen, inklusive der blassen graubraunen Oberseite, der cremeweißen bis gelbbraunen Unterseite. Sie hat eine ungestreifte Kehle und wenig abhebende Unterflügeldecken. Weiße Flecken sieht man am gespreizten Schwanz und den Unterschwanzdecken, die aber auch sehr hell sind. Von der Felsenschwalbe (Ptyonoprogne rupestris) unterscheidet sie sich hauptsächlich durch die kleinere Größe, die sich um bis zu 15 % unterscheiden kann. Die generellere Färbung ist etwas heller, mit etwas gräulicherer Tönung. Weitere Merkmale, die beide unterscheiden ist das Weiß am Schwanz und das nicht vorhandene Brustband. Beide Geschlechter ähneln sich. Jungtiere haben gelbbraune bis rötliche Federfransen auf der Oberseite und einen deutlich anderen rötlich ausgewaschene Kehle und Kloake.

## Verhalten und Ernährung
Die Wüstenschwalbe ernährt sich von fliegenden Insekten. Bei der Analyse des Mageninhalts von P. o. arabica wurden Käfer, Bienen, Wespen, Ameisen, Mücken, Fliegen, Florfliegen, Moskitos, Termiten und Heuschrecken entdeckt. Der Küken aus einem Nest in Oman wurden mit 30 Arten von Insekten aus sechs Ordnungen gefüttert, doch waren die meisten davon Hautflügler. In drei Tagen wurden sie mit 265 verschiedenen Dingen gefüttert. In Pakistan scheinen Zweiflügler besonders wichtig als Nahrungsquelle zu sein. Die Futtersuche erfolgt in Paaren oder kleineren Gruppen. Sie mischen sich gelegentlich mit anderen Schwalbenarten bei der Futtersuche. Sie bewegt sich hauptsächlich nahe von Klippen bis zu einem Meter über dem Boden. Der Flug ist langsam mit häufigen Gleitphasen. Dabei gleitet sie vorwärts und zurück entlang von Klippen und Gebäuden. Sie ist in der Dämmerung aktiv und frisst spät am Abend.

## Lautäußerungen
Der Gesang der Wüstenschwalbe besteht aus dumpfem, leicht rauem Gezwitscher, das wie tsche-pte-tsche-tek-t-t-sche-sche-schrrrrrr klingt. Dieses endet nachdrücklich. Die Haupttöne zur Kontaktaufnahme ist ein trockener trrt-Ton, dem von verwandten Schwalben ähnlich. Man hört von ihr aber auch ein nasales vick. Dazu gehört ein helles twi ein schnell wiederholtes tschir tschir tschir oder ein tschp-tschip-tschip zu ihrem Repertoire. In einigen Situationen gibt sir einen schnellen tschirrup-Laut von sich, den sie gelegentlich auch in ihren Gesang einbaut.

## Fortpflanzung
Die Brutsaison der Wüstenschwalbe ist im Nordwesten Afrikas von Februar bis April, gelegentlich auch schon im Januar. In Ägypten brütet sie von Januar bis Juni. Meist von März bis Mai doch auch bis in den Juli brütet sie in Israel. In Arabien ist sie meist von Februar bis April, aber auch in der Zeit von Dezember bis August am Brüten. In Äthiopien kann die Brutsaison das ganze Jahr dauern, in Somalia zumindest von März bis Mai und im Südwesten Asiens von April bis Juni. Sie brütet meist alleine gelegentlich aber in kleineren Gruppen mit einigen Paaren. Auch wurden ihre Nester schon in der Nachbarschaft von Hausseglern (Apus affinis) entdeckt. Gegenüber Eindringlingen, wie größeren Falken, verhält sie sich sehr aggressiv. Das Nest wird von beiden Geschlechtern gebaut und dieses dauert manchmal mehrere Wochen. Das Nest ist ein offener voller bzw. halber Kelch der auf Felsen, Klippen oder in Höhlen gebaut wird, aber auch auf von Menschen gebauten Betonkonstruktionen, Metallwänden oder teilweise auf Dachsparren und Vorsprüngen. Es gibt auch Berichte, dass sie in künstlichen Nestern brütete. Gelegentlich findet man die Nester niedrig über dem Wasser oder bis zu 16 m über dem Boden. Es ist aus Schlamm gebaut, denn sie aus feuchter Erde oder am Rand von Pfützen sammeln, und mit Federn anderer Vögel, weichen Gräsern, Haaren, Schafwolle und Oleander-Pflanzendaunen ausgekleidet. Nester werden oft in der folgenden Saison oder zweimal in der gleichen Saison wieder verwendet. Ein Gelege am größeren Ende von Afrika besteht aus zwei bis drei weißen Eiern mit rötlich braunen Markierungen. Im Mittleren Osten und in Pakistan können es drei bis sechs Eier sein. Meist sind es aber drei Eier. Die Bebrütung erfolgt durch beide Geschlechter und dauert 17 Tage. Mit 25 bis 30 Tagen werden die Nestlinge flügge. Es kann vorkommen, dass die Nestlinge noch im Fluge gefüttert werden.

## Verbreitung und Lebensraum

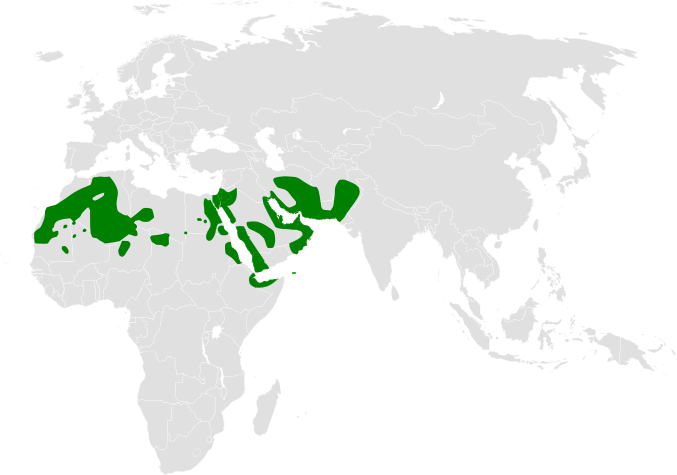
Verbreitungsgebiet der Wüstenschwalbe

Die Wüstenschwalbe bevorzugt Berge, Felsen, Klippen, Schluchten, Küsten und menschliche Lebensräume, einschließlich Städte und Gemeinden. Meist ist sie in trockenen Gebieten einschließlich Wüste unterwegs. Sie kommt in Höhenlagen von Meeresspiegel bis 3600 Meter in Arabien sowie in Äthiopien sogar bis 4000 Meter vor.

## Migration
Die Wüstenschwalbe gilt teilweise als Zugvogel mit vielen Wechseln der Örtlichkeiten z. B. in Marokko. Vor der Brut bilden sie kleinere Gruppen aus 300 bis 500 Vögeln. In einigen Verbreitungsgebieten brütet sie überhaupt nicht, wie im Norden Senegambias dem Südwesten Mauretaniens oder dem Norden Somalias. In einigen Regionen im Nordwesten Afrikas und in Afghanistan ist sie nur zur Brutzeit anwesend. P. o. arabica und eventuell die Nominatform sind in Äthiopien und Eritrea nur von frühem November bis zum frühen Mai anwesend. Im Mittleren Osten und in Pakistan ist sie eher ein Standvogel, z. B. in den tieferen Höhenlagen nach der Brut. Gruppen ziehen umher, um die Nahrungsquellen zu erkunden. Im Januar 2008 wurde erstmals Irrgäste auf Kap Verde gesichtet.

## Unterarten
Es sind sieben Unterarten bekannt:
- Ptyonoprogne obsoleta spatzi (Geyr von Schweppenburg, 1916)[3] kommt im Süden Algeriens, dem Südwesten Libyens und dem Norden des Tschads vor. Die Subspezies ähnelt P. o. arabica ist aber blasser und hat mehr gelbbraun auf der Unterseite. Die pinke Tönung ist reduziert.[1]
- Ptyonoprogne obsoleta presaharica (Vaurie, 1953)[4] ist im Süden Marokkos, dem Norden Mauretaniens und dem nördlichen zentralen Algerien verbreitet. Die Unterart ähnelt P. o. spatzi  ist aber nach blasser und eher sandfarben.[1]
- Ptyonoprogne obsoleta buchanani ( E Hartert 1921)[5] kommt im Niger vor. Die Färbung ist noch blasser als in der Nominatform.[1]
- Ptyonoprogne obsoleta obsoleta (Cabanis, 1850)[6] ist in Ägypten, Israel, Libanon Türkei und dem Iran verbreitet.
- Ptyonoprogne obsoleta arabica (Reichenow, 1905)[7] kommt im Norden des Tschads, dem Norden des Sudans, den Südwesten der Arabischen Halbinsel, dem Norden Somalias und auf Sokotra vor. Die Unterart ist blasser und grauer und hat an der Kehle eine hell pinke Tönung Die Brust ist hell graubraun mit einem pinken Teint. Dazu ist sie etwas größer.[1]
- Ptyonoprogne obsoleta perpallida (Vaurie, 1951)[8] ist im Nordosten Saudi-Arabiens und den Süden Iraks verbreitet. Diese Subspezies ist extrem blass, hat mehr Grau auf der Oberseite und weiß auf der Unterseite.[1]
- Ptyonoprogne obsoleta pallida Hume, 1872[9] kommt im Osten Irans, dem Süden Afghanistans und Pakistans vor. Dies Unterart ist blass Sand grau auf der Oberseite. Der Bürzel ist blasser, die Kehle gelbbräunlich weiß. Die Unterseite ist weißlich.[1]

## Etymologie und Forschungsgeschichte
Die Erstbeschreibung der Wüstenschwalbe erfolgte 1851 durch Jean Louis Cabanis unter dem wissenschaftlichen Namen Cotyle obsoleta. Das Typusexemplar stammte aus Nord-Ost Afrika. Bereits 1850 hatte Heinrich Gottlieb Ludwig Reichenbach die neue Gattung Ptyonoprogne eingeführt. Der Name leitet sich aus den griechischen Worten »ptyon, ptyssō πτυον, πτυσσω« für »Fächer, falten« und dem lateinischen »progne« für »Schwalbe« ab. Der Artname »obsoleta« leitet sich vom lateinischen »obsoletus, obsolescere« für »einfach, abgetragen, vergessen, abgetragen sein«. Spatzi ist Paul Spatz (1865–1942), buchanani Kapitän Angus Buchanan (1886–1954), gewidmet. »Presaharica« ist ein lateinisches Wortgebilde aus »prae« für »vor, davor« und »Saharicus« für »Sahara«. »Aharicus« ist das lateinische Wort für »arabisch« von »Arabia« für »Arabien« und bezieht sich auf das südliche Arabien. »Pallida« leitet sich von »pallidus, pallere« for »blass, bleich sein« »prepallida« erweitert um »per-« for »sehr«.